# Tanegashima
Tanegashima (japonès: 種子島 és una illa del Japó que es troba a l'extrem occidental de les illes Ōsumi, una part del grup de les illes Ryūkyū, i que forma part de la prefectura de Kagoshima. La seu de l'Agència Japonesa d'Exploració Aeroespacial, el Centre Espacial de Tanegashima, es troba a l'extrem sud-est de l'illa i fou construït el 1969, constituint un dels indrets més importants de llançament de coets al país.

## Geografia

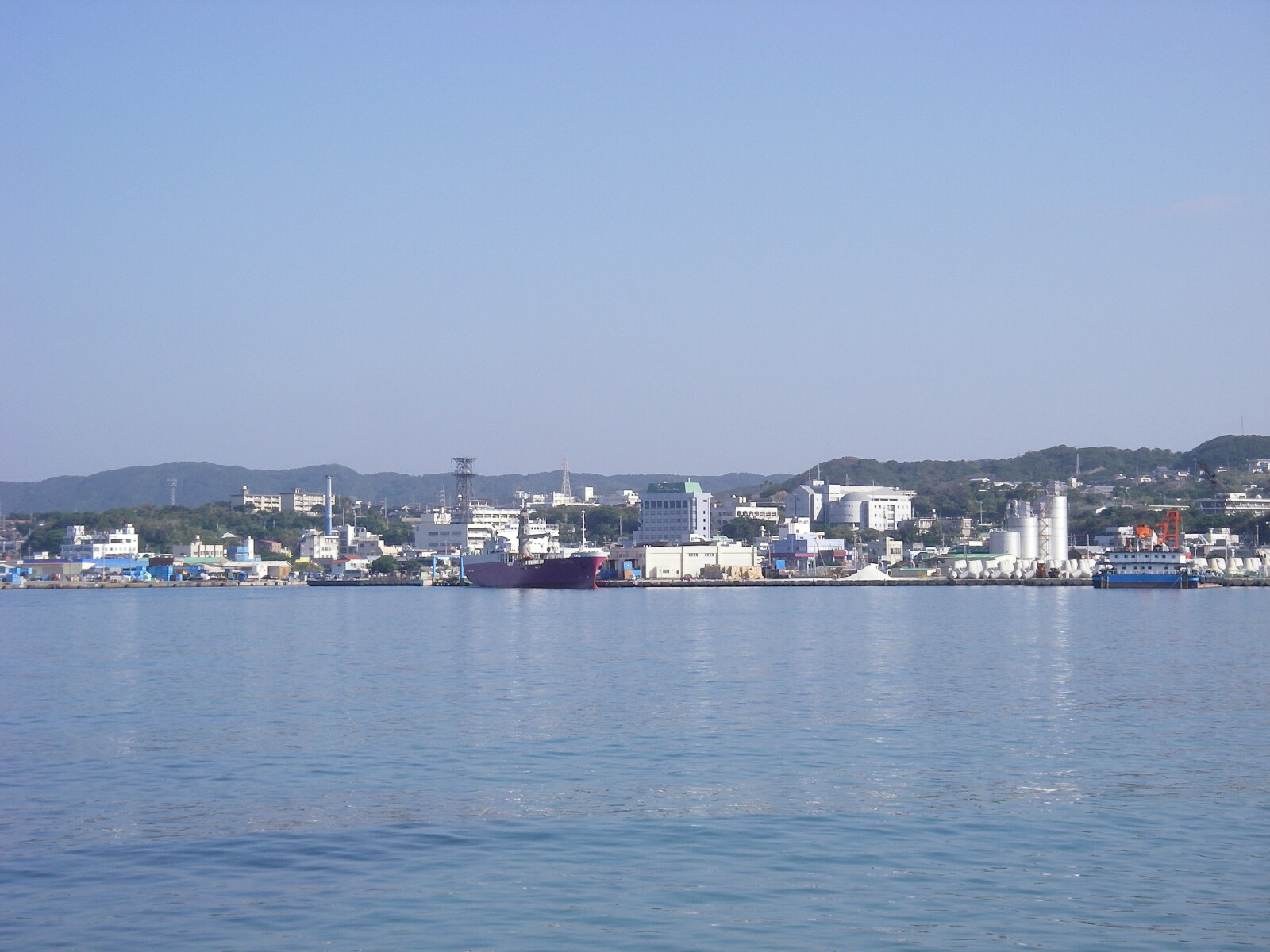
Vista de la ciutat de Nishinoomote

És la segona illa més gran de les illes Ōsumi. Es troba just a l'est de l'illa de Yakushima i té una superfície de 444,99 km² i una població de 36.000 habitants. El seu punt més elevat es troba al Mont Takamineo, a 282 m.
L'illa és allargada, amb uns 57,5 kilòmetres de nord a sud i entre 5 i 12 kilòmetres d'est a oest. A l'illa hi ha una ciutat, Nishinoomote, i dos pobles, Nakatane i Minamitane. Ambdós pobles pertanyen al Districte de Kumage.

## Història
S'han localitzat diversos centre funeraris a Tanegashima, com ara Yokomine i Hirota, que donen fe de l'existència a d'una cultura desenvolupada durant el període Yayoi, a la fi del segle quart. Els artefactes inclouen magatama, un penjoll gravat i emblemes amb escriptura aparent.
En aquesta illa, el 1543, tingué lloc el primer contacte conegut entre Europa i els japonesos. Diverses dècades abans s'hi havia establert una facotira Ryūkyū, i tot el trànsit comercial de les illes Ryūkyū cap a Kagoshima, a Kyushu, al sud del Japó, es va veure obligat a passar per ella. Així va ser que el vaixell portuguès, després de veure's desviat de la seva ruta de la Xina a cap a Okinawa es va dirigir a Tanegashima, i no directament al mateix Japó.
Fins a temps moderns les armes eren conegudes col·loquialment al Japó com a "Tanegashima", a causa de la creença que van ser portades pels portuguesos que anaven en aquell vaixell. En les memòries publicades el 1614, l'aventurer i escriptor portuguès Fernão Mendes Pinto s'atribuí aquest mèrit, tot i que aquesta afirmació ha estat àmpliament desacreditada i de fet es contradiu amb la seva pròpia afirmació que es trobava a Birmània en aquell temps. Amb tot, sembla que Mendes Pinto visità Tanegashima poc després.
Els europeus havien arribat per comerciar, no sols amb armes, sinó també amb sabó, tabac i altres béns desconeguts al Japó medieval.

## Centre Espacial de Tanegashima

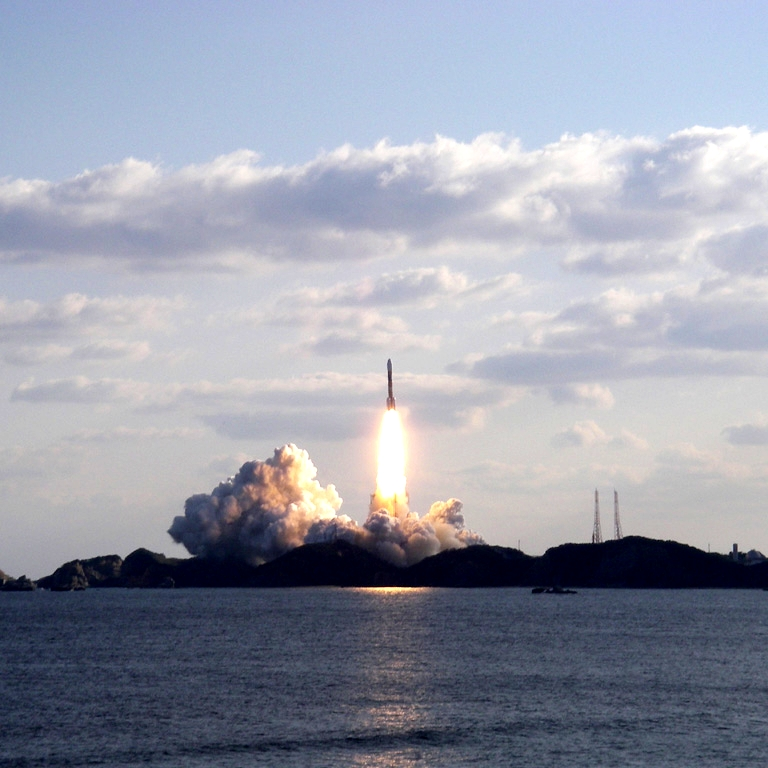
Un coet H-IIA s'enlaira des del Centre Espacial Tanegashima

La seu de l'Agència Japonesa d'Exploració Aeroespacial, el cosmòdrom Centre Espacial de Tanegashima es troba a l'extrem sud-est de l'illa.